# Aglauropsis
Aglauropsis es un género de hidrozoos de la familia Olindiidae. Comprende 7 especies (una es taxon inquirendum)

## Especies
- Aglauropsis aeora, Mills, Rees & Hand, 1976

- Aglauropsis conanti, Browne, 1902

- Aglauropsis edwardsii,Pagès, Bouillon & Gili, 1991

- Aglauropsis jarli, Kramp, 1955

- Aglauropsis kawari, Moreira & Yamashita, 1972

- Aglauropsis vannuccii, Thomas & Chhapgar, 1975
- Aglauropsis agassizi,  Müller, 1865 ( taxon inquirendum)